# Fred H. Gage
Fred Harrison Gage III, genannt Rusty Gage, (* 10. August 1950) ist ein US-amerikanischer Neurobiologe am Salk Institute for Biological Studies in La Jolla, Kalifornien.

## Leben
Nach dem Studium der Medizin an der University of Florida in Gainesville (Abschluss Bachelor) promovierte Gage an der Johns Hopkins University in Neurowissenschaften. Sein Dissertationsthema lautete A multivariate analysis of social dominance in rats. 1976 erhielt er eine erste Professur an der Texas Christian University in Fort Worth, Texas, 1981 für Histologie an der Universität Lund in Schweden. 1985 wechselte Gage als Professor an die Abteilung für Neurowissenschaften der University of California, San Diego in La Jolla, Kalifornien, bevor er 1995 eine Professur für Genetik am Salk Institute for Biological Studies erhielt, ebenfalls in La Jolla.

## Wirken
Gage entdeckte pluripotente Stammzellen in Gehirn und Rückenmark junger und erwachsener Säugetiere und damit die strukturelle und funktionelle Plastizität des Gehirns von ausgewachsenen Säugetieren. Gage konnte zeigen, dass beim Menschen während des gesamten Lebens Neuronen entstehen (adulte Neurogenese), dass Geburt und Überleben der Neuronen vom Verhalten abhängig sind und dass Neurotrophine funktionelle Wiederherstellungsprozesse von geschädigtem oder altem Gehirn induzieren können.
Die Überwindung des alten Dogmas, dass bei Erwachsenen keine neuen Hirnzellen entstehen können, eröffnet neue therapeutische Hoffnungen für Menschen die ein Hirntrauma erlitten haben oder an einer neurodegenerativen Erkrankung leiden.
Gage gehört zu den meistzitierten Wissenschaftlern auf dem Gebiet der Neurowissenschaften. Thomson Reuters zählt ihn seit 2007 zu den Favoriten auf einen Nobelpreis (Thomson Reuters Citation Laureates).

## Auszeichnungen (Auswahl)
- 1990 Neuronal Plasticity Prize[2]
- 1999 Max-Planck-Forschungspreis für Biowissenschaften und Medizin[3]
- 1999 Pasarow Medical Research Award
- 2003 Mitglied der National Academy of Sciences der Vereinigten Staaten
- 2003 Zülch-Preis der Max-Planck-Gesellschaft[4]
- 2005 Mitglied der American Academy of Arts and Sciences[5]
- 2008 Keio Medical Science Prize[6]
- 2009 Mitglied (Associate Member) der European Molecular Biology Organization (EMBO)[7]
- 2010 Mitglied der American Philosophical Society[8]
- 2013 George A. Miller Prize in Cognitive Neuroscience
- 2016 Jakob-Herz-Preis der Medizinischen Fakultät der Friedrich-Alexander-Universität Erlangen-Nürnberg
- 2024 J. Allyn Taylor International Prize in Medicine